# Spectacle de la mi-temps du Super Bowl
Les spectacles de la mi-temps ou Halftime Shows sont une tradition se déroulant lors des mi-temps de compétitions de football américain de tous niveaux.
Ceux proposés lors des Super Bowl organisés par la National Football League représentent un lien fondamental avec la culture pop. Il contribue à augmenter l'audience télévisée ainsi que l'intérêt national mais également mondial. Édition après édition, il est devenu un événement artistique dans l'événement sportif. Celui du Super Bowl LVIII avec Usher est regardé par 123,4 millions de spectateurs, soit la plus forte audience de l'histoire de la télévision américaine,,,.
La NFL confirme que celui du Super Bowl LI avec Lady Gaga est le spectacle musical le plus regardé de tous les temps, citant le chiffre de 150 millions de spectateurs calculé en se basant sur l'audience télévisée, sur le nombre de vues du show sur les plates-formes de la NFL et les interactions sur les médias sociaux (un paramètre qui n'avait jamais été calculé avant 2017),. Cependant, ce spectacle ayant été regardé par 117,5 millions de téléspectateurs, il est actuellement classé comme quatrième meilleure audience télévisée du show.
Avant les années 1980, le spectacle de la mi-temps est créé autour d'un thème et est le plus souvent réalisé par une fanfare universitaire (la fanfare de l'Université d'État de Grambling possède le record avec six participations soit au moins une apparition par décennie entre les années 1960 et 1990). Ces Marching Band effectuent divers déplacements tout en jouant de la musique.
À partir des années 1990, les spectacles de mi-temps deviennent des spectacles de pop culture avec des artistes tels que les New Kids on the Block ou Gloria Estefan. Afin d'améliorer l'intérêt des spectateurs et téléspectateurs, c'est la star Michael Jackson qui est choisie pour chanter à la mi-temps du Super Bowl XXVII.
Beyoncé, Bruno Mars, Gloria Estefan, Mary J. Blige, Will.i.am (dont une fois avec le groupe Black Eyed Peas), Justin Timberlake (ancien membre du groupe 'N Sync) et Kendrick Lamar sont les seuls artistes à s'être produit deux fois à la mi-temps d'un Super Bowl.
Après le Super Bowl XXXVIII, dont le spectacle de mi-temps est resté célèbre à la suite d'un incident entre Justin Timberlake et Janet Jackson (incident dénommé le scandale du Nipplegate, le chanteur dévoilant un sein de sa partenaire), le show est principalement proposé à des artistes rock avant le retour des artistes pop en 2010.
La NFL ne rémunère pas les artistes même si elle couvre toutes les dépenses des interprètes ainsi que celles de leur entourage, de leurs techniciens, des membres de leur famille ainsi que leurs amis. Le show de Michael Jackson lors du Super Bowl XXVII constitue l'exception, la NFL et la société Frito-Lay ont accepté de faire une donation en faveur de la fondation Heal the World,,.
Selon Nielsen SoundScan, les artistes participant au show connaissent ensuite des hausses significatives des ventes de leurs albums ainsi qu'une augmentation des téléchargements numériques payants de leurs chansons.
Pour le Super Bowl XLIX, le Wall Street Journal a prétendu que les fonctionnaires de la Ligue avaient demandé aux éventuels artistes sélectionnés s'ils étaient disposés à fournir une compensation financière à la NFL en échange de leur apparition dans le show sous la forme d'une taxe payée d'avance ou d'une rétrocession d'une partie des bénéfices des spectacles qu'ils donneraient après le Super Bowl. Bien que le porte-parole de la NFL ait nié ces allégations, la demande aurait, selon le journal, reçu une réponse assez froide des artistes visés,.
Le show de 1979 est le premier à être sponsorisé (par la société Canival). Le sponsoring ne devient récurrent qu'à partir de l'édition 1997, plusieurs sociétés s'y succédant. Le 23 septembre 2022, la société Apple Music annonce avoir acquis les droits de sponsoring succédant ainsi à la société Pepsi laquelle avait sponsorisé les éditions 2013 à 2022.

## Liste des artistes par édition
| Super Bowl | Saison | Artiste principal | Invité(s)                                                                                        | Sponsor                                |
| ---------- | ------ | --- | ------------------------------------------------------------------------------------------------ | -------------------------------------- |
| I          | 1966   | University of Arizona Symphonic Marching Band, Grambling State University Marching Band, Al Hirt                             | -                                                                                                | -                                      |
| II         | 1967   | Grambling State University Marching Band                                                                                     | -                                                                                                | -                                      |
| III        | 1968   | Florida A&M University, Miami area High School Bands                                                                         | -                                                                                                | -                                      |
| IV         | 1969   | Carol Channing, Southern University Marching Band                                                                            | -                                                                                                | -                                      |
| V          | 1970   | Southeast Missouri State Marching Band, Up with People                                                                       | -                                                                                                | -                                      |
| VI         | 1971   | Ella Fitzgerald, Carol Channing, Al Hirt                                                                                     | -                                                                                                | -                                      |
| VII        | 1972   | University of Michigan Marching Band, Woody Herman, Andy Williams                                                            | -                                                                                                | -                                      |
| VIII       | 1973   | University of Texas Longhorn Band, Judy Mallett (Miss Texas 1973)                                                            | -                                                                                                | -                                      |
| IX         | 1974   | Mercer Ellington, Grambling State University Marching Bands                                                                  | -                                                                                                | -                                      |
| X          | 1975   | Up with People | -                                                                                                | -                                      |
| XI         | 1976   | Los Angeles Unified All-City Band                                                                                            | -                                                                                                | -                                      |
| XII        | 1977   | Tyler Apache Belles Drill Team, Apache Band, Pete Fountain, Al Hirt                                                          | -                                                                                                | -                                      |
| XIII       | 1978   | Ken Hamilton | -                                                                                                | Canival                                |
| XIV        | 1979   | Up with People, Grambling State University Marching Bands                                                                    | -                                                                                                | -                                      |
| XV         | 1980   | Southern University Marching Band, Helen O'Connell                                                                           | -                                                                                                | -                                      |
| XVI        | 1981   | Up with People | -                                                                                                | -                                      |
| XVII       | 1982   | Los Angeles Super Drill Team                                                                                                 | -                                                                                                | -                                      |
| XVIII      | 1983   | University of Florida, Florida State University Marching Bands                                                               | -                                                                                                | -                                      |
| XIX        | 1984   | Tops In Blue | -                                                                                                | -                                      |
| XX         | 1985   | Up with People | -                                                                                                | -                                      |
| XXI        | 1986   | George Burns | -                                                                                                | -                                      |
| XXII       | 1987   | Chubby Checker | -                                                                                                | -                                      |
| XXIII      | 1988   | Elvis Presto | -                                                                                                | Diet Coke                              |
| XXIV       | 1989   | Pete Fountain, Doug Kershaw, Irma Thomas                                                                                     | -                                                                                                | -                                      |
| XXV        | 1990   | New Kids on the Block | -                                                                                                | Walt Disney WorldThe Coca-Cola Company |
| XXVI       | 1991   | Gloria Estefan | -                                                                                                | -                                      |
| XXVII      | 1992   | Michael Jackson | -                                                                                                | -                                      |
| XXVIII     | 1993   | Clint Black, Tanya Tucker, James Travis Tritt, The Judds                                                                     | -                                                                                                | -                                      |
| XXIX       | 1994   | Patti Labelle, Indiana Jones & Marion Ravenwood, Teddy Pendergrass Tony Bennett, Arturo Sandoval                             | -                                                                                                | -                                      |
| XXX        | 1995   | Diana Ross | --                                                                                               | Oscar Mayer                            |
| XXXI       | 1996   | The Blues Brothers (Dan Aykroyd, John Goodman et James Belushi) ZZ Top, James Brown                                          | -                                                                                                | Oscar Mayer                            |
| XXXII      | 1997   | Boyz II Men, Smokey Robinson, Martha Reeves, The Temptations Queen Latifah, Royal Caribbean International, Celebrity Cruises | -                                                                                                |                                        |
| XXXIII     | 1998   | Gloria Estefan, Stevie Wonder, Big Bad Voodoo Daddy                                                                          | -                                                                                                | Progressive Auto Insurance             |
| XXXIV      | 1999   | Phil Collins, Christina Aguilera, Enrique Iglesias, Toni Braxton                                                             | -                                                                                                | E-Trade                                |
| XXXV       | 2000   | Aerosmith, 'N Sync | Britney Spears, Mary J. Blige, Nelly                                                             | E-Trade                                |
| XXXVI      | 2001   | U2 | -                                                                                                | E-Trade                                |
| XXXVII     | 2002   | Shania Twain, No Doubt | Sting                                                                                            | AT&T Wireless (en)                     |
| XXXVIII    | 2003   | Janet Jackson, P. Diddy, Nelly, Kid Rock, Justin Timberlake                                                                  | Spirit of Houston, Ocean of Soul                                                                 | AOL TopSpeed                           |
| XXXIX      | 2004   | Paul McCartney | -                                                                                                | Ameriquest Mortgage (en)               |
| XL         | 2005   | The Rolling Stones | -                                                                                                | Sprint Nextel                          |
| XLI        | 2006   | Prince | Florida A&M University Marching 100 Band                                                         | Pepsi                                  |
| XLII       | 2007   | Tom Petty & the Heartbreakers                                                                                                | -                                                                                                | Bridgestone                            |
| XLIII      | 2008   | Bruce Springsteen et le E Street Band                                                                                        | The Miami Horns                                                                                  | Bridgestone                            |
| XLIV       | 2009   | The Who | -                                                                                                | Bridgestone                            |
| XLV        | 2010   | Black Eyed Peas | Usher, Slash                                                                                     | Bridgestone                            |
| XLVI       | 2011   | Madonna | LMFAO, Nicki Minaj, M.I.A., Cee Lo Green                                                         | Bridgestone                            |
| XLVII      | 2012   | Beyoncé | Destiny's Child                                                                                  | Pepsi                                  |
| XLVIII     | 2013   | Bruno Mars | Red Hot Chili Peppers                                                                            | Pepsi                                  |
| XLIX       | 2014   | Katy Perry | Lenny Kravitz, Missy Elliott                                                                     | Pepsi                                  |
| 50         | 2015   | Coldplay | Beyoncé, Bruno Mars, Mark Ronson Gustavo Dudamel                                                 | Pepsi                                  |
| LI         | 2016   | Lady Gaga | -                                                                                                | Pepsi Zero Sugar (en)                  |
| LII        | 2017   | Justin Timberlake | -                                                                                                | Pepsi                                  |
| LIII       | 2018   | Maroon 5 | Travis Scott, Big Boi                                                                            | Pepsi                                  |
| LIV        | 2019   | Jennifer Lopez, Shakira, | Bad Bunny, J Balvin et Emme Muñiz                                                                | Pepsi                                  |
| LV         | 2020   | The Weeknd, | -                                                                                                | Pepsi                                  |
| LVI        | 2021   | Dr. Dre, Snoop Dogg, Eminem, Mary J. Blige, Kendrick Lamar, 50 Cent                                                          | Anderson .Paak                                                                                   | Pepsi                                  |
| LVII       | 2022   | Rihanna | -                                                                                                | Apple Music                            |
| LVIII      | 2023   | Usher, | Alicia Keys, Jermaine Dupri, H.E.R., Will.i.am, Lil Jon, Ludacris, Sonic Boom of the South (en), | Apple Music                            |
| LIX        | 2024   | Kendrick Lamar | SZA, Samuel L. Jackson, Serena Williams, DJ Mustard                                              | Apple Music                            |

## Anecdotes

### Super Bowl XXXVI
Lors du show de la mi-temps, le groupe U2 interprète trois chansons soit : 
- Beautiful Day ;
- MLK (en) ;
- Where the Streets Have No Name.

Entre le début de la 2e chanson et jusqu'à la fin de la 3e, une large banderole placée derrière le groupe affichait les noms de toutes les personnes qui avaient perdu leur vie lors des attaques du 11 septembre 2001. À la fin de la dernière chanson, Bono, le chanteur du groupe, ouvre sa veste dévoilant le drapeau américain.

### Super Bowl XL
Pour les Rolling Stones, la scène avait la forme d'une langue correspondant au célèbre logo du groupe (créé par le designer John Pasche (en) et utilisé pour la première fois en 1971 sur leur album Sticky Fingers). La scène est la plus vaste jamais assemblée lors d'un show de la mi-temps du Super Bowl. Elle se composait de 28 pièces qui sont assemblées en 5 minutes par une équipe de 600 volontaires. Le groupe joue trois chansons :
- Start Me Up ;
- Rough Justice ;
- (I Can't Get No) Satisfaction.

Le spectacle est vu par 89,9 millions de personnes, plus que les audiences des Oscars et des Grammy et Emmy Awards réunis. Dans le sillage de la controverse du spectacle lors du Super Bowl XXXVIII avec Janet Jackson et Justin Timberlake, ABC et la NFL avaient imposé un délai de 5 secondes de différé. Elle peut dès lors censurer, avec l'accord du groupe, quelques paroles jugées trop explicites (en rapport avec le sexe) lors des deux premières chansons des Rolling Stones en coupant brièvement le micro de Mick Jagger. La sélection des Rolling Stones pour le spectacle déclenche une controverse dans la ville de Détroit, d'une part parce qu'aucun artiste de la région n'avait été invité à s'y produire et d'autre part, parce que le groupe n'était pas représentatif du son traditionnel de la région, le son de la Motown.

### Super Bowl LVII
Le 12 février 2023, Justina Miles devient la première interprète en langue des signes à traduire une performance lors du spectacle de la mi-temps du Super Bowl,.

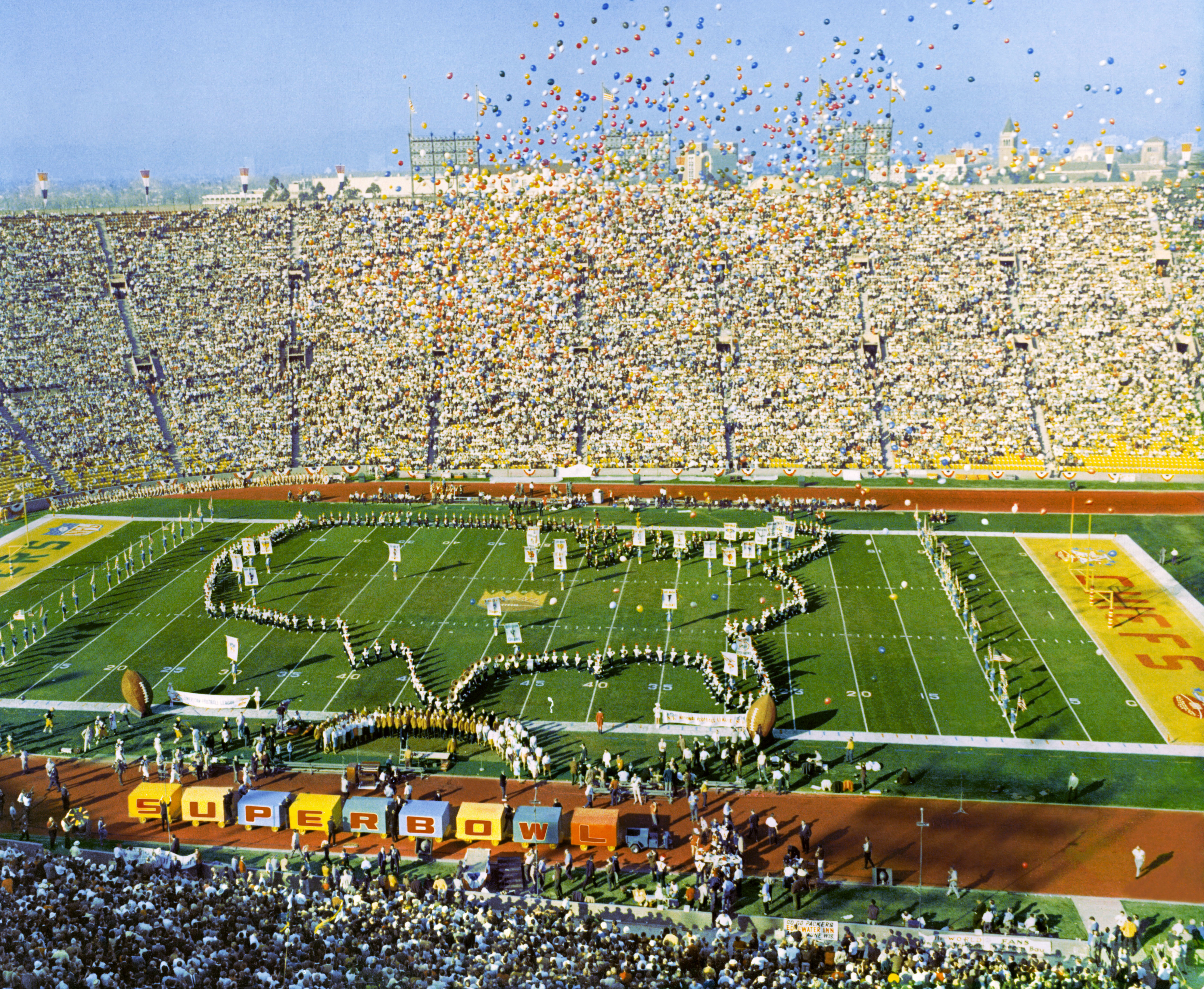
Super Bowl I
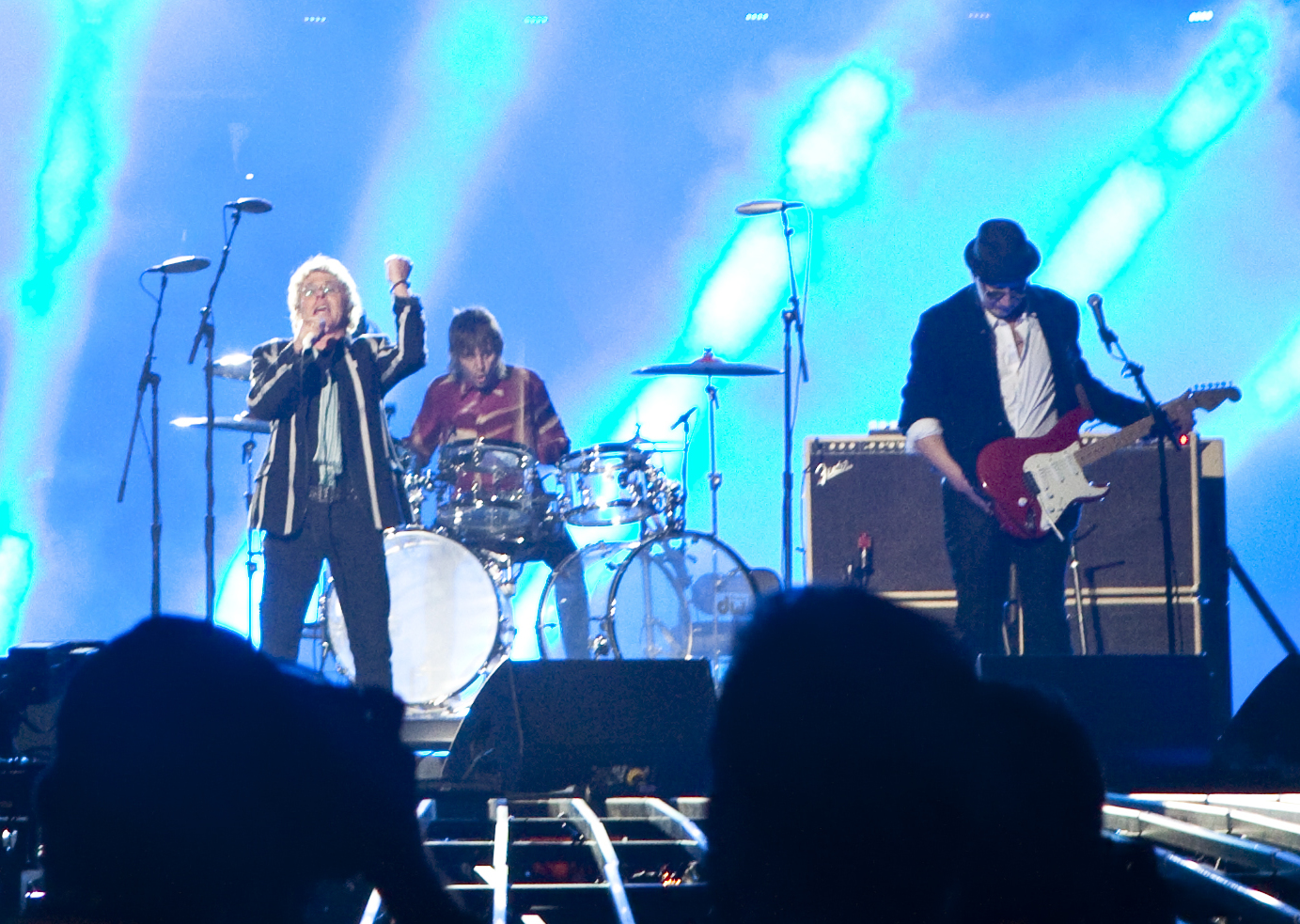
The Who Super Bowl XLIV
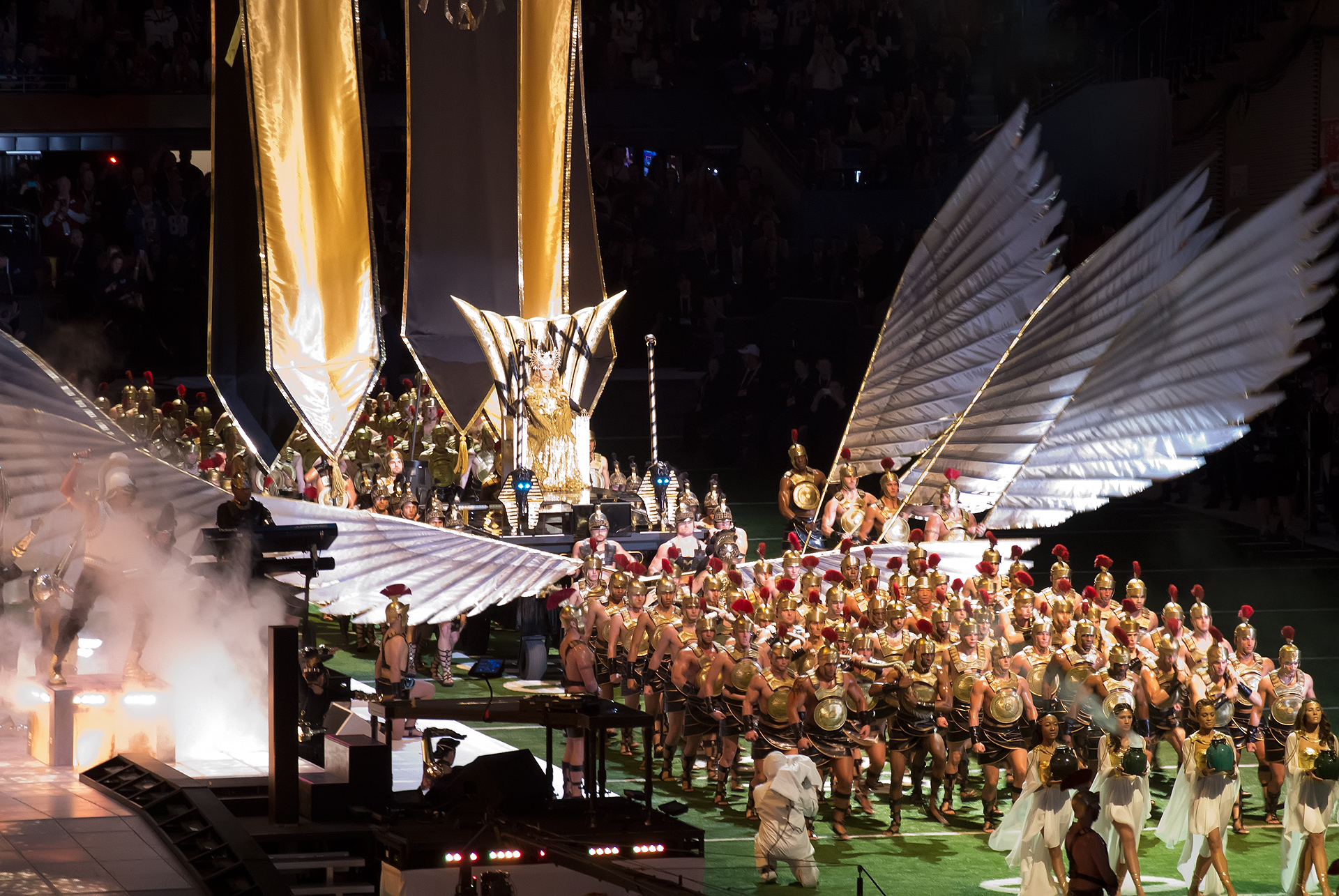
Madonna Super Bowl XLVI
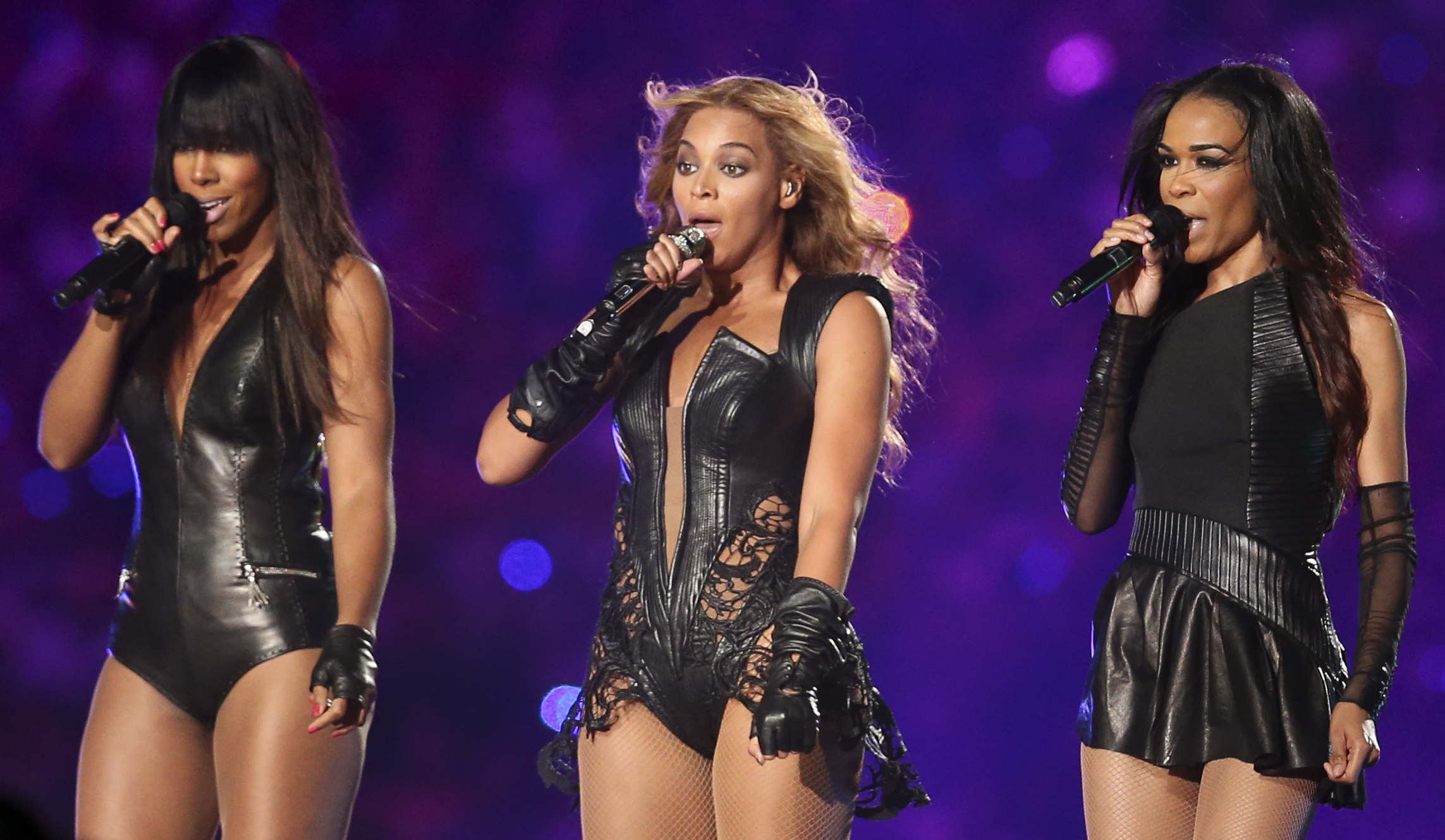
Destiny's Child Super Bowl XLVII
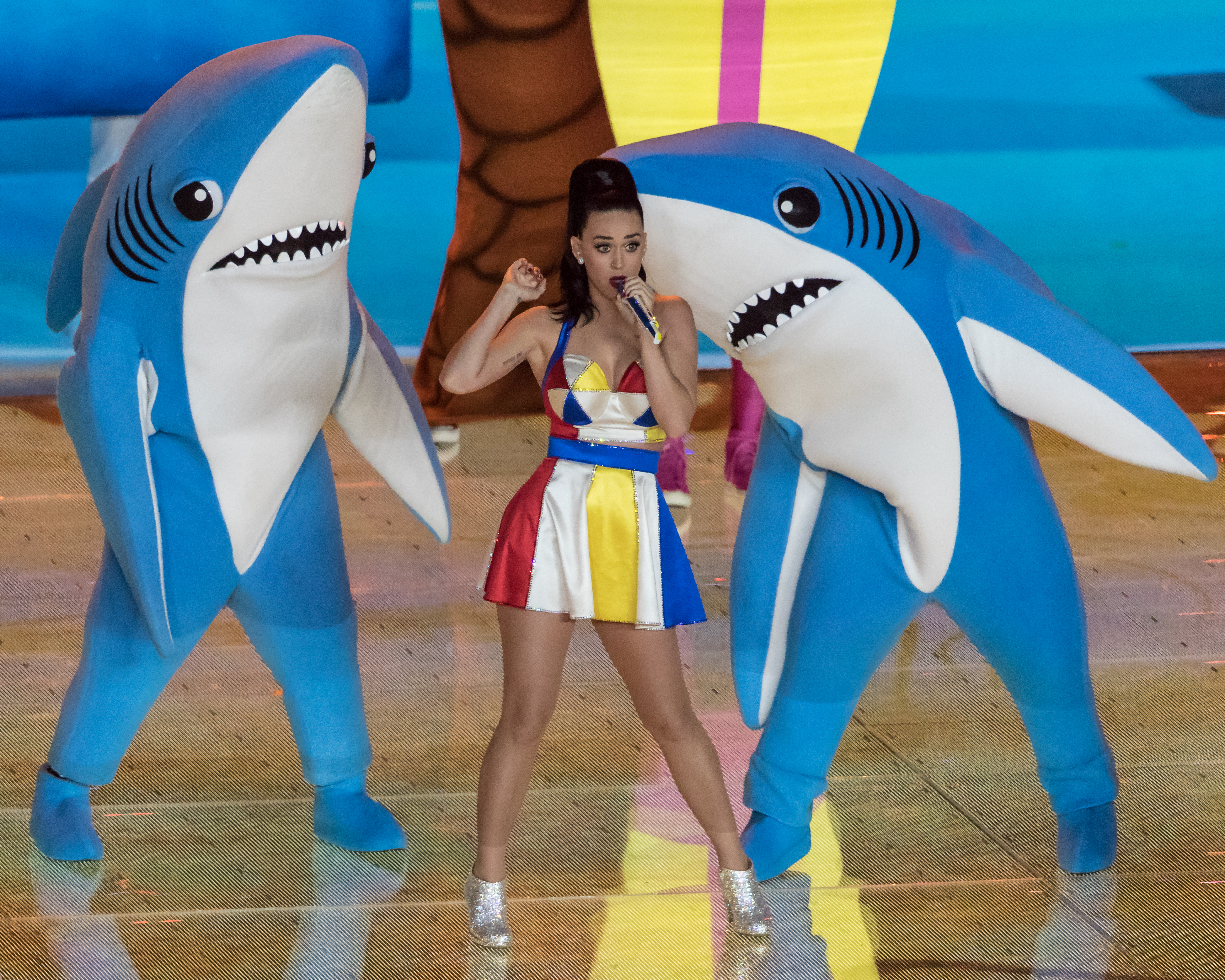
Katy Perry Super Bowl XLIX
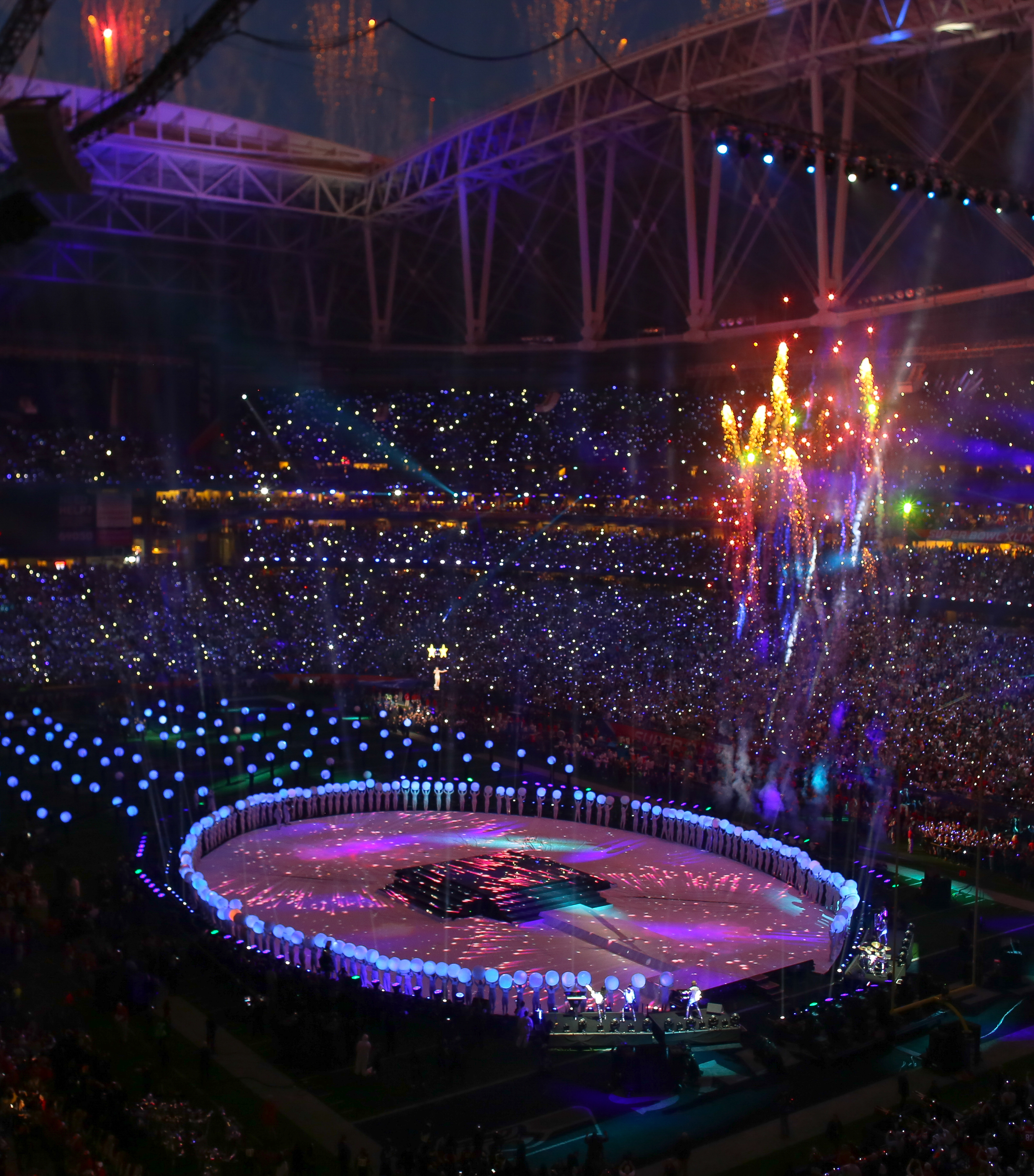
Katy Perry Super Bowl XLIX
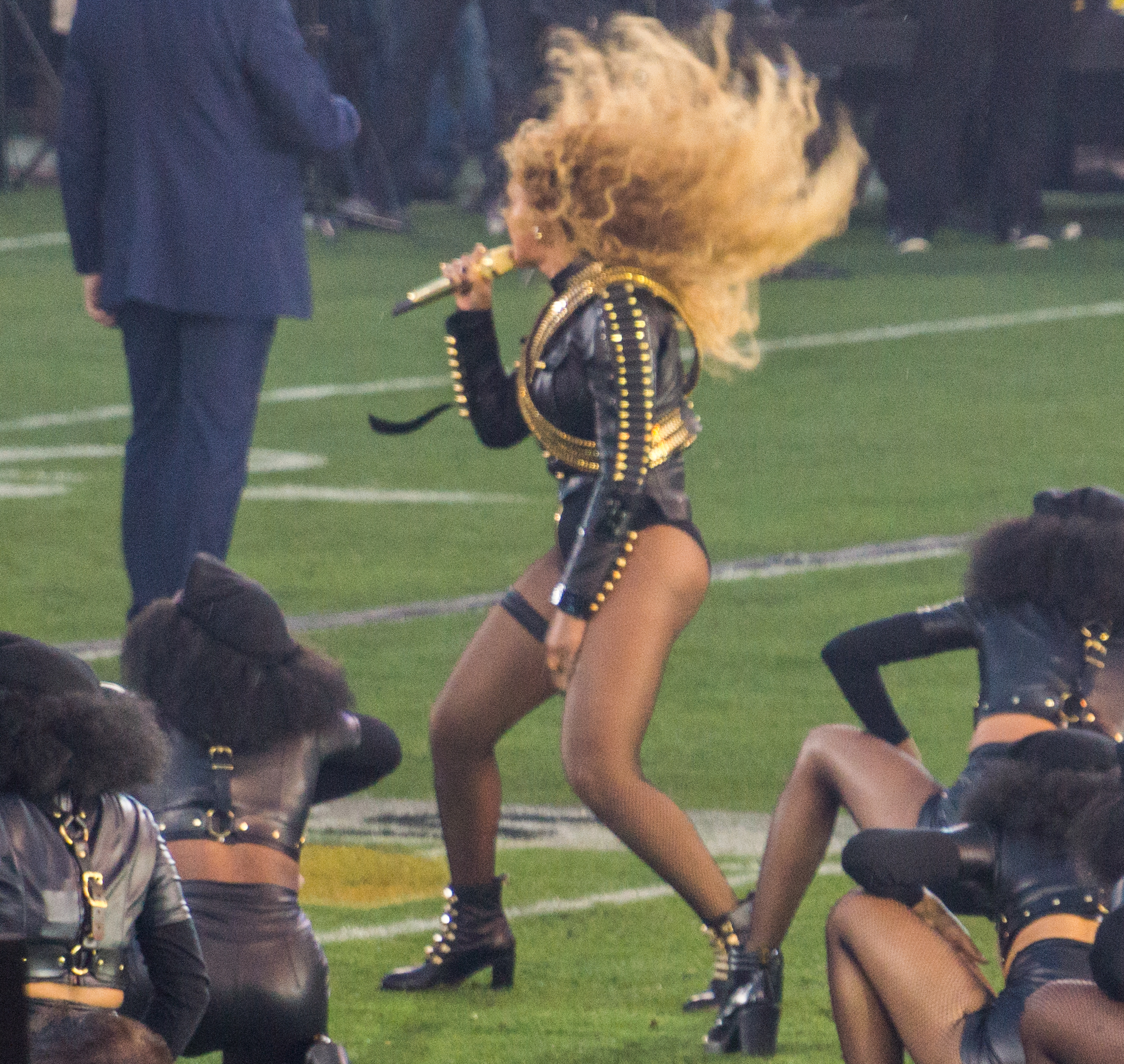
Beyoncé Super Bowl 50
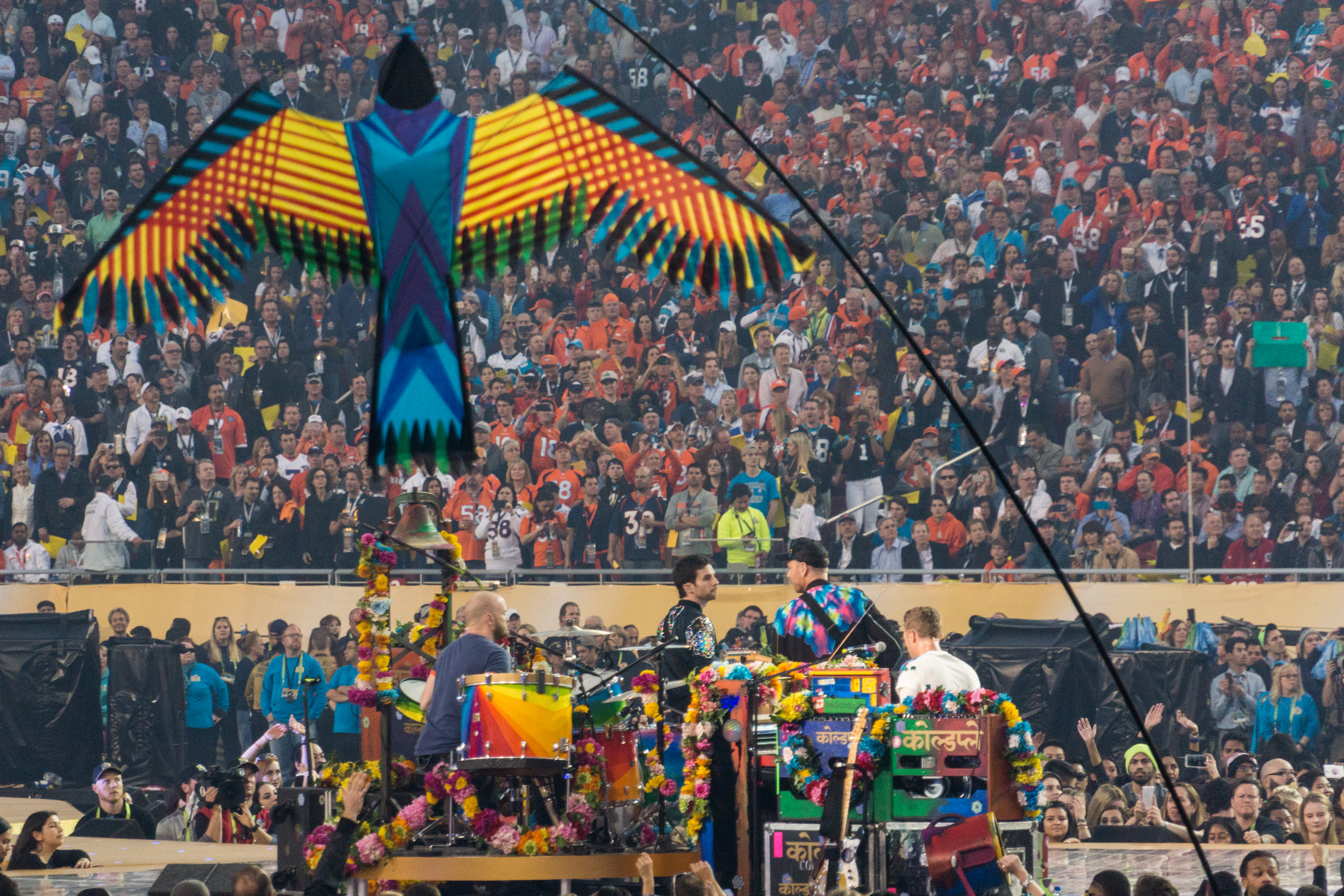
Coldplay Super Bowl 50
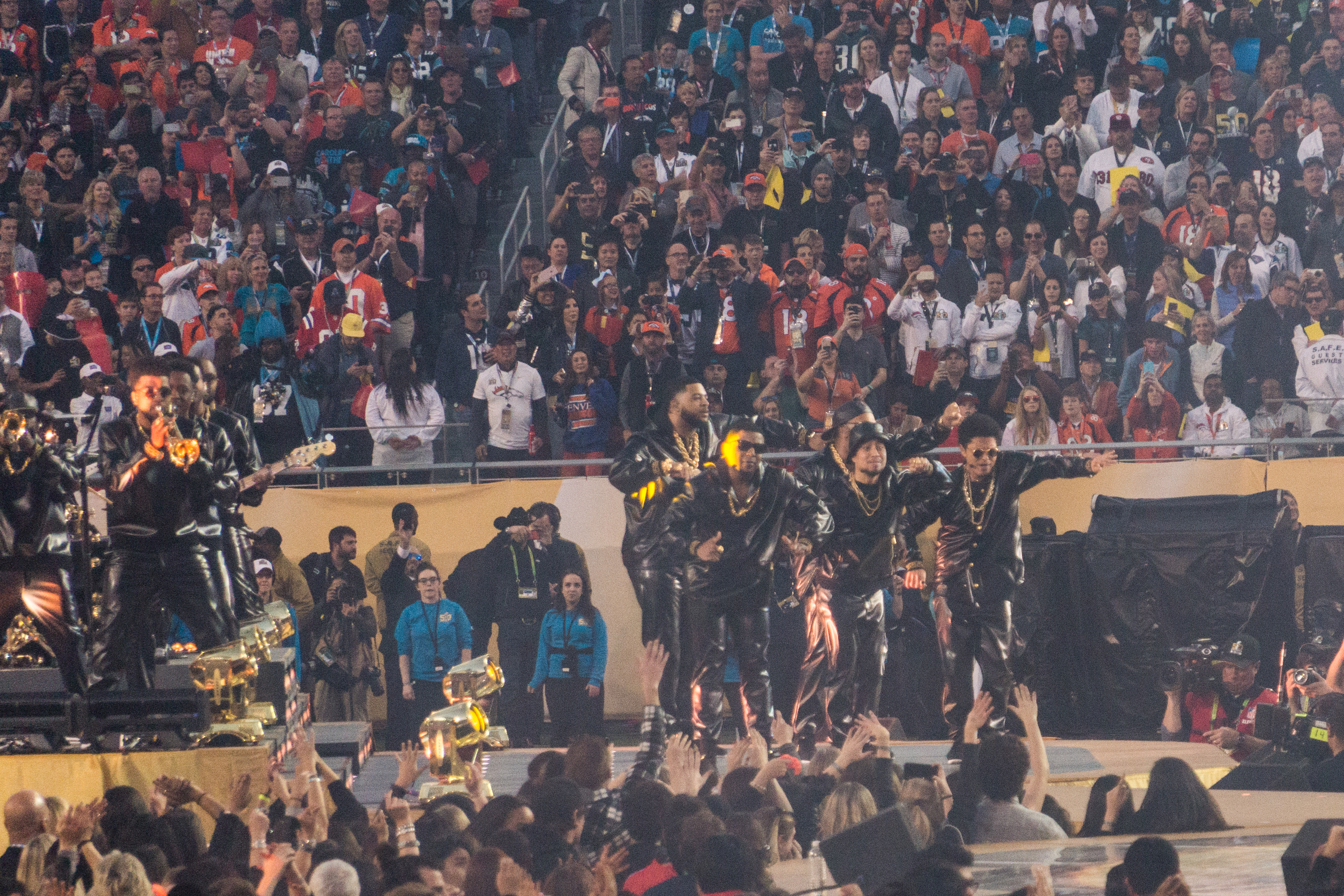
Bruno Mars Super Bowl 50
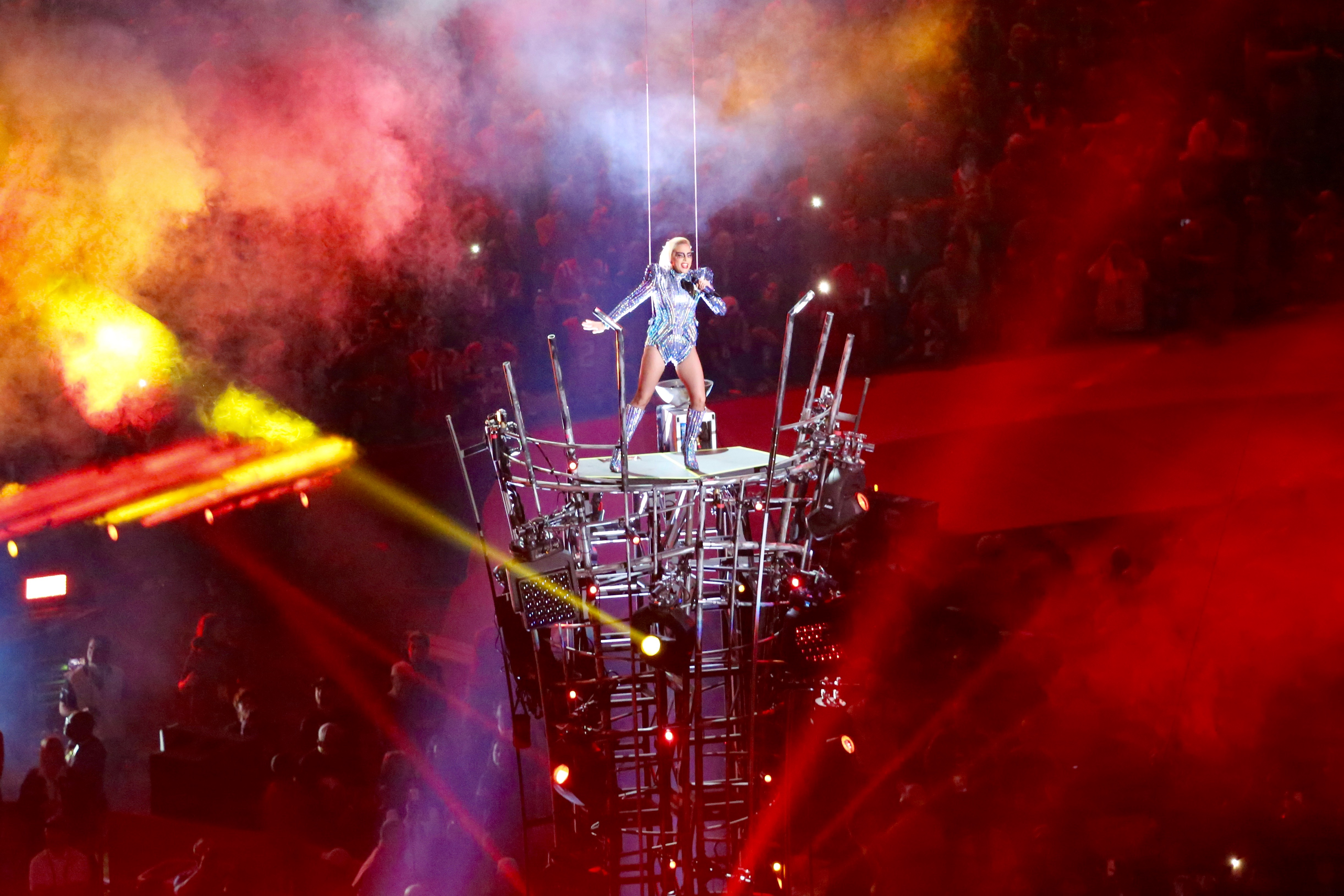
Lady Gaga Super Bowl LI